# Black Parade (песня)
«Black Parade» — песня, записанная американской певицей Бейонсе. Она была выпущена 19 июня 2020 года, в день, когда в США отмечается Джунтинс (в эту дату в 1865 году отменили рабство). Песня была выпущена на фоне антирасистских протестов в США, певица таким образом поддержала движение Black Lives Matter.
«Black Parade» получила признание критиков, отметивших лирические ссылки на афроамериканскую историю, культуру, гордость и активизм, а также вокальное исполнение Бейонсе. Критики отметили способность трека выражать как осуждение расизма, так и призыв к действию для протестующих против жестокости полиции, а также выступать в качестве воодушевляющего прославления «чёрной» культуры. Песня получила четыре номинации на премию Грэмми-2021, включая такие категории как Лучшая запись года и Лучшая песня года.

## Предыстория и релиз
Задолго до 2020 года и Black Lives Matter, певица неоднократно использовала своё влияние, привлекая внимание к проблеме расового неравенства. Через несколько дней после убийства Джорджа Флойда, Бейонсе вышла в социальные сети, чтобы потребовать справедливости за его смерть, призывая поклонников и последователей подписать петицию «Justice for George Floyd». 14 июня 2020 года она опубликовала открытое письмо Генеральному прокурору Кентукки Дэниэлу Кэмерону, в котором говорится об отсутствии принятых мер в отношении виновных в смерти Бреонны Тейлор, убитой в своем собственном доме в марте 2020 года полицейскими. 17 июня 2020 года певица запустила сайт «Black Parade Route», на котором представлен список афроамериканских бизнесменов и артистов. Доходы от песни пойдут в пользу Фонда BeyGOOD Black Business Impact.

## Композиция
Песня поднимает такие вопросы, как история чернокожих, жестокость полиции и протесты последнего времени в США. Песня начинается с того, что Ноулз просит слушателя «показать чёрную любовь» и требует «мира и сатисфакции для своего народа». По мере развития песни она обращается к своим техасским корням и говорит пандемии COVID-19, использовании оружия полицией во время протестов, а также об активистке Black Lives Matter Тамике Маллори. Джаз Тангкей из Variety отметила, что она указала на «гордость сообщества, поскольку мир начинает обращать внимание на бедственное положение чернокожих американцев». Сама Ноулз заявила, что песня «чествует вас, ваш голос и вашу радость».

## Отзывы
«Black Parade» получила широкое признание критиков после релиза. Издание Idolator назвало этот трек «одной из лучших песен года», а Майк Уосс написал: «Само собой разумеется, что „Black Parade“ великолепен и требует вашего полного внимания». Журнал Time назвал «Black Parade» одной из лучших песен июня 2020 года. Раиса Брунер назвала этот трек «путеводителем по ссылкам: черной истории, африканским традициям, своей семье и прошлому» и охарактеризовала Бейонсе как «королеву поколения». Патрик Джонсон из Hypebeast похвалил «невероятный, воодушевляющий вокал» Бейонсе на этом треке. Джон Парелес из The New York Times высказал мнение, что этот трек создает «амбициозные, далеко идущие связи», и написал, что «Бейонсе дарит новые мелодические идеи в каждой строке. Вокруг неё собираются голоса, когда её сольный голос превращается в парад голосов или более целеустремленный марш».
Киана Фицджеральд из NPR объявила «Black Parade» «призывом к действию и спасением для раненой нации». Кори Мюррей из журнала Essence назвала песню «одой всему чёрному (blackity), поскольку она переносит слушателей на праздничный парад от прошлого к настоящему», а также описала её как гимн Дня освобождения рабов и призыв к действию для афроамериканского бизнеса. Микаэль Вуд из Los Angeles Times описал этот трек как большой салют blackness. Вуд далее пишет, что нет единого мнения о том, какой должна быть песня этого лета, однако он продолжает: «В идеале, песня могла бы ликовать, могла бы возражать, могла оплакивать, могла бы успокоить. И действительно, именно такая мелодия появилась на прошлой неделе в исполнении Бейонсе, чей бурный „Black Parade“ … празднует blackness во всей его красе».

### Награды и номинации
«Black Parade» это наиболее номинированная песня на 63-й церемонии «Грэмми», с четырьмя номинациями. С номинацией песни на Record of the Year, Бейонсе стала самой номинированной женщиной в этой категории и теперь догоняет Фрэнка Синатру с семи номинациями в категории самого номинированного артиста в этой категории в истории Грэмми. Бейонсе также стала второй артисткой в истории Грэмми (после Фаррелла Уильямса), получившей две номинации «Record of the Year» за один год, причем второй её номинацией был «Savage Remix». Бейонсе также стала шестым артистом в истории Грэмми, получившим номинацию «Record of the Year» за три разных десятилетия (2000-е, 2010-е и 2020-е годы) после Пола Саймона, Пола Маккартни, Фрэнка Синатры, Барбры Стрейзанд и Джона Леннона. Номинация песни на звание «Песня года» ознаменовала четвертую номинацию Бейонсе в этой категории, что сделало её одним из лучших авторов в истории Грэмми. В номинации Best R&B Song, Бейонсе стала вторым самым номинированным артистом в этой категории в истории Грэмми с восемью номинациями.
| Год  | Церемония               | Награда                                  | Результат | Ссылка        |
| ---- | ----------------------- | ---------------------------------------- | --------- | ------------- |
| 2020 | Soul Train Music Awards | Лучшая песня года                        | Номинация | [ 23 ]        |
| 2020 | Soul Train Music Awards | The Ashford & Simpson Songwriter’s Award | Номинация | [ 23 ]        |
| 2021 | Grammy Awards           | Лучшая запись года                       | Номинация | [ 2 ]         |
| 2021 | Grammy Awards           | Лучшая песня года                        | Номинация | [ 2 ]         |
| 2021 | Grammy Awards           | Лучшее R&B-исполнение                    | Победа    | [ 2 ]         |
| 2021 | Grammy Awards           | Лучшая R&B-песня                         | Номинация | [ 2 ]         |
| 2021 | NAACP Image Awards      | Выдающаяся Soul/R&B песня                | Номинация | [ 24 ] [ 25 ] |
| 2021 | NAACP Image Awards      | Выдающаяся артистка                      | Победа    | [ 24 ] [ 25 ] |

## Коммерческий успех
Песня дебютировала в американском хит-параде Billboard Hot 100 на 37-м месте и сразу на первом месте в цифровом чарте Digital Song Sales с тиражом 18 тысяч. Она стала там девятым чарттоппером Бейонсе и первым после сингла «Single Ladies (Put a Ring on It)», который доминировал на вершине три недели в 2008-09 годах. Таким образом, Бейонсе получила свой 40-й хит, достигший лучшей сороковки top-40 в чарте Billboard Hot 100, став 22-м музыкантом достигшим такого уровня за всю историю. Среди всех музыкантов лидирует Дрейк, чьи хиты были 111 раз в top-40 основного хит-парада Hot 100. Среди женщин Бейонсе уступает только Тейлор Свифт (63 хита в top-40). Во всей сотне лучших Hot 100 Бейонсе получила свой 65-й хит, что среди женщин уступает только показателям троих певиц: Ники Минаж, Тейлор Свифт и Арете Франклин. В старейшем соул-чарте Hot R&B/Hip-Hop Songs, который стартовал в 1958 году, трек «Parade» стал 60-м хитом певицы в его top-40. В чарте Hot R&B Songs (основанном в 2012 году) «Parade» стартовал с пятого места. Одновременно, песня заняла первые места в двух цифровых чартах R&B/Hip-Hop Digital Song Sales и R&B Digital Song Sales.

## Чарты
| Чарт (2020)                                | Высшая позиция |
| ------------------------------------------ | -------------- |
| Австралия (ARIA)                           | 76             |
| Австралия (Australia Urban, ARIA)          | 30             |
| Бельгия/Фландрия (Ultratip Bubbling Under) | 13             |
| Канада (Billboard Canadian Hot 100)        | 70             |
| Ирландия (IRMA)                            | 45             |
| Новая Зеландия (RMNZ)                      | 3              |
| Шотландия (OCC Scotland)                   | 25             |
| Великобритания (OCC UK Singles)            | 49             |
| США (Billboard Hot 100)                    | 37             |
| США (Billboard Hot R&B/Hip-Hop Songs)      | 18             |
| США Rolling Stone Top 100                  | 27             |